# Nordkorea-Russland-Gipfel 2019
Der Nordkorea-Russland-Gipfel 2019 war ein Gipfeltreffen zwischen Nordkorea und Russland, bei dem der nordkoreanische Oberste Führer Kim Jong-un am 25. April 2019 mit dem russischen Präsidenten Wladimir Putin zusammentraf.

## Gipfeltreffen
Das Gipfeltreffen wurde Anfang April auf Einladung Putins initiiert und fand im russischen Pazifikhafen Wladiwostok, nahe der nordkoreanisch-russischen Grenze, statt. Kim reiste mit einem gepanzerten Zug aus Nordkorea an. Im Hinblick auf das Gipfeltreffen mit Nordkorea vertrat der russische Präsident Putin die Auffassung, dass Nordkoreas Kim Jong-un internationale Sicherheitsgarantien benötigt, um sein Atomwaffenarsenal und -programm aufzugeben. Der russische Präsident Wladimir Putin sagte nach einem Gespräch mit Kim am 25. April auch, dass seiner Meinung nach die Sicherheitsgarantien der Vereinigten Staaten wahrscheinlich nicht ausreichen würden, um Pjöngjang zur vollständigen Einstellung seines Atomprogramms zu bewegen.
Kim Jong-un bat den russischen Staatschef Wladimir Putin um Hilfestellung bei den ins Stocken geratenen Verhandlungen über nukleare Abrüstung mit den USA, und Putin sagte gegenüber Reportern nach einem dreistündigen Gespräch, dass „der Vorsitzende Kim Jong-un selbst uns gebeten hat, die amerikanische Seite über seine Position zu informieren“.

## Reaktionen
In Anbetracht der Besorgnis Russlands über das nordkoreanische Kernwaffenprogramm erklärte Dmitri Trenin, der Direktor des Carnegie Center Moskau, dass der russische Präsident Putin den nordkoreanischen Präsidenten Kim wahrscheinlich zu weiteren konstruktiven Gesprächen mit Washington, D.C. bewegen wird.
Nordkoreas staatliche Nachrichtenagentur (KCNA) berichtete, dass Putin die Einladung Kims, Nordkorea zu einem für den russischen Präsidenten günstigen Zeitpunkt zu besuchen, angenommen hat.
Kim Sung-han, Dekan der Korea University’s Graduate School of International Studies in Seoul und ehemaliger Vizeminister im südkoreanischen Außenministerium, äußerte: „Wenn der Gipfel in Hanoi gut verlaufen wäre, hätte Nordkorea Russland nicht besuchen müssen.“ Trenin schrieb auf Twitter: „Russland wird versuchen, diplomatisch zu punkten, indem es seine Relevanz demonstriert; Nordkorea, indem es zeigt, dass es Optionen hat.“
KCNA meldete eine Erklärung des nordkoreanischen Führers, wonach der Frieden auf der koreanischen Halbinsel von der Haltung der Vereinigten Staaten nach den persönlichen Gesprächen zwischen Putin und Kim abhänge. Es hat den Anschein, dass Nordkorea mehr Flexibilität fordert, wenn es darum geht, die Forderungen Pjöngjangs nach einer Lockerung der Sanktionen im Rahmen des Atomabkommens zuzulassen, verglichen mit der Haltung der USA in Bezug auf die Flexibilität der Wirtschaftssanktionen der Vereinten Nationen.